# スーパーハリケーン
スーパーハリケーンは日本で生まれたサラブレッド。
競走馬となる前の2003年8月9日、平成15年台風第10号が北海道日高支庁に引き起こした洪水に飲み込まれ、約1キロメートル流されながらも命を取り留めた。その出来事にちなんで「スーパーハリケーン」という競走馬名がつけられ、生産者の所有により、地方競馬で競走生活を送った。
2004年7月に船橋競馬場でデビューし、同年8月に3戦目のレースで初勝利を挙げた。その後もコンスタントにレースを使われ続け、2006年1月に2勝目を挙げた。しかし同年9月3日、船橋競馬場内にて本馬を管理する調教師及川肇の厩舎で発生した火災に巻き込まれ、同厩舎所属の8頭の競走馬とともに死亡した。

## 血統表
| スーパーハリケーンの血統ハビタット系（ロイヤルチャージャー系）／Northern Dancer5×5=6.25%（母内） | スーパーハリケーンの血統ハビタット系（ロイヤルチャージャー系）／Northern Dancer5×5=6.25%（母内） | スーパーハリケーンの血統ハビタット系（ロイヤルチャージャー系）／Northern Dancer5×5=6.25%（母内） | （血統表の出典）         | （血統表の出典）  |
| 父 ヤマニンゼファー 1988 鹿毛                                                                    | 父の父ニホンピロウイナー 1980 黒鹿毛                                                             | *スティールハート                                                                                | Habitat                  | Habitat           |
| 父 ヤマニンゼファー 1988 鹿毛                                                                    | 父の父ニホンピロウイナー 1980 黒鹿毛                                                             | *スティールハート                                                                                | A.1.                     |                   |
| 父 ヤマニンゼファー 1988 鹿毛                                                                    | 父の父ニホンピロウイナー 1980 黒鹿毛                                                             | ニホンピロエバート                                                                               | *China Rock              | *China Rock       |
| 父 ヤマニンゼファー 1988 鹿毛                                                                    | 父の父ニホンピロウイナー 1980 黒鹿毛                                                             | ニホンピロエバート                                                                               | ライトフレーム           |                   |
| 父 ヤマニンゼファー 1988 鹿毛                                                                    | 父の母ヤマニンポリシー 1981 鹿毛                                                                 | Blushing Groom                                                                                   | Red God                  | Red God           |
| 父 ヤマニンゼファー 1988 鹿毛                                                                    | 父の母ヤマニンポリシー 1981 鹿毛                                                                 | Blushing Groom                                                                                   | Runaway Bride            |                   |
| 父 ヤマニンゼファー 1988 鹿毛                                                                    | 父の母ヤマニンポリシー 1981 鹿毛                                                                 | ヤマホウユウ                                                                                     | *Guersant                | *Guersant         |
| 父 ヤマニンゼファー 1988 鹿毛                                                                    | 父の母ヤマニンポリシー 1981 鹿毛                                                                 | ヤマホウユウ                                                                                     | ミスタルマエ             |                   |
| 母 イエローギャロップ 1996 栗毛                                                                  | 母の父サクラトウコウ 1981 鹿毛                                                                   | マルゼンスキー                                                                                   | Nijinsky                 | Nijinsky          |
| 母 イエローギャロップ 1996 栗毛                                                                  | 母の父サクラトウコウ 1981 鹿毛                                                                   | マルゼンスキー                                                                                   | *シル                    |                   |
| 母 イエローギャロップ 1996 栗毛                                                                  | 母の父サクラトウコウ 1981 鹿毛                                                                   | サクラセダン                                                                                     | *セダン                  | *セダン           |
| 母 イエローギャロップ 1996 栗毛                                                                  | 母の父サクラトウコウ 1981 鹿毛                                                                   | サクラセダン                                                                                     | スワンズウッドグローヴ   |                   |
| 母 イエローギャロップ 1996 栗毛                                                                  | 母の母マルマツフィーバー 1988 栗毛                                                               | アスワン                                                                                         | *ノーザンテースト        | *ノーザンテースト |
| 母 イエローギャロップ 1996 栗毛                                                                  | 母の母マルマツフィーバー 1988 栗毛                                                               | アスワン                                                                                         | リリーオブザナイル       |                   |
| 母 イエローギャロップ 1996 栗毛                                                                  | 母の母マルマツフィーバー 1988 栗毛                                                               | トシシゲサオリ                                                                                   | ソーブレスド             | ソーブレスド      |
| 母 イエローギャロップ 1996 栗毛                                                                  | 母の母マルマツフィーバー 1988 栗毛                                                               | トシシゲサオリ                                                                                   | エクセルフィリーF-No.4-m |                   |